# Lo aprendí de ti
"Lo aprendí de ti" é uma canção da dupla americana de música pop Ha*Ash. Foi lançado pela Sony Music Latin em 06 de março de 2015 como single. É o segundo single do primeiro álbum ao vivo Primera fila: Hecho realidad (2014). O videoclipe torna-se a primeira balada em espanhol a atingir um bilhão de visualizações no YouTube. É uma trágica balada de amor. A música tornou-se um dos maiores sucessos de Ha*Ash.

## Composição e desempenho comercial
Foi lançado oficialmente como o segundo single do primeiro álbum ao vivo das irmãs, em 6 de março de 2015. "Lo aprendí de ti" foi escrito por Ashley Grace, Hanna Nicole e José Luis Ortega, enquanto George Noriega e Tim Mitchell produziu a música. A música não repete nenhum refrão, o objetivo da dupla era mostrar uma história de amor, aquele amor que te ensina todo o bem de um relacionamento e ao mesmo tempo tudo de ruim. A música é uma balada. A canção atingiu a primeira posição da mais ouvida nas rádios do México. No ano de 2017, o tema recebeu o disco duplo de platina no México.

## Vídeo musical
O vídeo musical de "Lo aprendí de ti" foi filmado na Estudios Churubusco, México e dirigido pelo produtor Nahuel Lerena e foi lançado em 6 de  março de 2015 na plataforma YouTube no canal oficial de Ha*Ash. O vídeo mostra as irmãs tocando a música ao vivo na frente de um público. Em 13 de setembro de 2020, alcançou um bilhão de visualizações, tornando-se a primeira balada em espanhol da história a atingir esse número.

### Versão En vivo
O videoclipe gravado para o álbum ao vivo En vivo, foi lançado em 6 de dezembro de 2019. O vídeo foi filmado em Auditório Nacional em Cidade do México, no dia 11 de novembro de 2018.

## Desempenho nas tabelas musicais

### Posições
| Tabela musical (2015)                            | Maior posição |
| ------------------------------------------------ | ------------- |
| Estados Unidos - (Hot Latin Songs)               | 32            |
| Estados Unidos - (Latin Pop Songs)               | 19            |
| Estados Unidos - (Latin Airplay)                 | 58            |
| Estados Unidos - (Latin Digital Songs Sales)     | 46            |
| Estados Unidos - (Latin Pop Digital Songs Sales) | 11            |
| México - (Mexico Espanol Airplay)                | 1             |
| México - (Mexico Airplay)                        | 7             |
| México - (Monitor Latino)                        | 1             |

## Vendas e certificações
| Região | Certificação         | Vendas/distribuição |
| --- | -------------------- | ------------------- |
| México (AMPROFON) | Diamante+ 2× Platina | 420,000 ^           |
| *vendas baseadas apenas na certificação ^distribuições baseadas apenas na certificação ‡dados de streaming baseados somente em certificação |                      |                     |

## Prêmios
| Ano  | Cerimônia             | Nomeação          | Resultado |
| ---- | --------------------- | ----------------- | --------- |
| 2015 | MTV Millennial Awards | Canção favorito   | Indicado  |
| 2016 | Premios SACM          | Sucesso SACM      | Venceu    |
| 2016 | Vevo Certified Award  | 100 000 000 views | Venceu    |

## Histórico de lançamento
| Região       | Data                   | Formato          | Gravadora        | Ref.  |
| ------------ | ---------------------- | ---------------- | ---------------- | ----- |
| Mundialmente | 22 de setembro de 2015 | Digital download | Sony Music Latin | [ 4 ] |